# Pompeo Litta
Pompeo Litta (Milà, 27 de setembre de 1781 - Milà, 7 d'agost de 1852) fou un historiador italià.
Estudià en el Col·legi de Nobles de la seva ciutat natal, prengué part activa en la política de la seva pàtria, va fer la campanya de Prússia a les ordres de Napoleó (1805), es distingí en la batalla d'Austerlitz, També va combatre contra Àustria i, després del setge d'Ancona, abandonà el servei per dedicar-se exclusivament a l'estudi.
En la revolució llombarda de 1848 fou nomenat ministre de la Guerra pel govern provisional, i després general de la guàrdia nacional, però tingué de dimitir d'ambdós càrrecs per la seva avançada edat.
Després de la seva mort, es va publicar en 183 parts la seva gran obra "Famílies italianes cèlebres" (1819-82), que contenia memòries de 75 famílies nobles, i que es distingeix pel seu correcte estil i per la seva escrupolosa exactitud.